# Reinhard Suhren
Reinhard Suhren (Langenschwalbach, 1916. április 16. – Halstenbeck, 1984. augusztus 25.) német fregattkapitány, U-boot parancsnok a második világháború idején. 1941 áprilisától az U-564-es német tengeralattjáró parancsnokaként okozott érzékeny veszteségeket a szövetségeseknek az atlanti csatában. Alig egy év leforgása alatt 18 (95 544 bruttó regisztertonna) hajót süllyesztett el, amiért 1942 januárjában a Vaskereszt lovagkeresztje tölgyfalombokkal és kardokkal kitüntetésben részesült. 1942 októberétől kiképzőtisztként szolgált, majd 1944 szeptemberében az északi-tengeri tengeralattjáró flotta parancsnokává nevezték ki, itt érte a háború vége. A háború után – habár felajánlották neki – visszavonult a katonai szolgálattól és a kőolajparban dolgozott tovább. 1984-ben hunyt el gyomorrákban.

## Élete
Reinhard Suhren 1916. április 16-án született a hesseni Langenschwalbachban, Geert Suhren és Ernestine Ludovika Suhren második gyermekeként (bátyja, Gerd Suhren később katonai mérnökként szolgált a haditengerészetnél). Középfokú tanulmányait Bautzenben végezte el. 
1935-ben lépett katonai szolgálatba, a Reichsmarine keretén belül. Szolgálatát az Emden könnyűcirkáló matrózaként kezdte meg. 1936-tól haditengerészeti akadémiát végzett Kielben, 1937 októberében, majd 1938. július 2-ig a Max Schultz rombolón teljesített szolgálatot. 
Tengeralattjárós karrierje 1938. március 30-án vette kezdetét, amikor jelentkezett a flensburgi akadémia tengeralattjárós kurzusára.

## Összegzés
| Hajója | Parancsnoki szolgálata              | Őrjáratok száma | Őrjáratok hossza (nap) | Eltalált hajók száma | Eltalált hajók vízkiszorítása (brt) |
| ------ | ----------------------------------- | --------------- | ---------------------- | -------------------- | ----------------------------------- |
| U–564  | 1931. április 3. – 1942. október 1. | 6               | 284                    | 23                   | 125 351                             |

## Elsüllyesztett és megrongált hajók
| Búvárhajó | Nap                 | Hajó             | Nemzetisége        | Vízkiszorítása (brt |
| --------- | ------------------- | ---------------- | ------------------ | ------------------- |
| U–564     | 1941. június 27.    | Maasdam          | Hollandia          | 8812                |
| U–564     | 1941. június 27.    | Malaya II        | Egyesült Királyság | 8651                |
| U–564     | 1941. június 27.    | Kongsgaard*      | Norvégia           | 9476                |
| U–564     | 1941. június 29.    | Hekla            | Izland             | 1215                |
| U–564     | 1941. augusztus 22. | Clonlara         | Írország           | 1203                |
| U–564     | 1941. augusztus 22. | Empire Oak       | Egyesült Királyság | 484                 |
| U–564     | 1941. augusztus 23. | HMS Zinnia**     | Egyesült Királyság | 900                 |
| U–564     | 1941. október 24.   | Carsbreck        | Egyesült Királyság | 3670                |
| U–564     | 1941. október 24.   | Alhama           | Egyesült Királyság | 1352                |
| U–564     | 1941. október 24.   | Ariosto          | Egyesült Királyság | 2176                |
| U–564     | 1942. február 11.   | Victolite        | Kanada             | 11 410              |
| U–564     | 1942. február 16.   | Opalia*          | Egyesült Királyság | 6195                |
| U–564     | 1942. május 3.      | Ocean Venus      | Egyesült Királyság | 7174                |
| U–564     | 1942. május 4.      | Eclipse*         | Egyesült Királyság | 9767                |
| U–564     | 1942. május 5.      | Delisle*         | Egyesült Államok   | 3478                |
| U–564     | 1942. május 8.      | Ohioan           | Egyesült Államok   | 6078                |
| U–564     | 1942. május 9.      | Lubrafol         | Panama             | 7138                |
| U–564     | 1942. május 14.     | Potrero de Llano | Mexikó             | 4000                |
| U–564     | 1942. július 19.    | Empire Hawsbill  | Egyesült Királyság | 5724                |
| U–564     | 1942. július 19.    | Lavington Court  | Egyesült Királyság | 5372                |
| U–564     | 1942. augusztus 19. | British Consul   | Egyesült Királyság | 6940                |
| U–564     | 1942. augusztus 19. | Empire Cloud     | Egyesült Királyság | 5969                |
| U–564     | 1942. augusztus 30. | Vardaas          | Norvégia           | 8176                |

* A hajó nem süllyedt el, csak megrongálódott

** Hadihajó